# Gamma-glutamilcisteïna-sintetasa

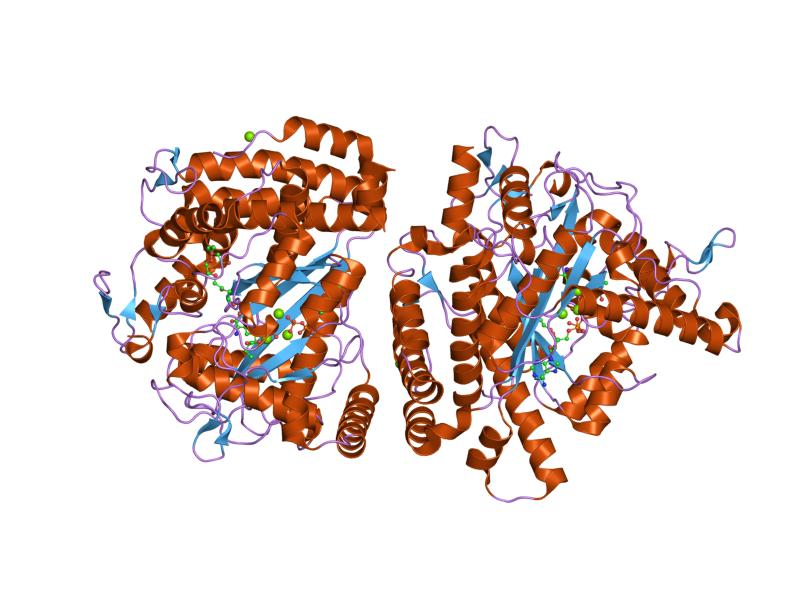
Estructura de la γ-glutamilcisteïna-sintetasa

El complex enzimàtic γ-glutamilcisteïna-sintetasa (també anomenat glutamatcisteïna-ligasa, GCL) és l'encarregat de dur a terme el primer procés de la síntesi del glutatió. (EC 6.3.2.2)

## Funció
Catalitza la reacció d'unió entre una L-cisteína i un L-glutamat formant el dipèptid gamma-glutamilcisteïna. En aquest cas, l'enllaç peptídic es dona entre el grup carboxil del glutamat i el grup amino de la cisteïna.
ATP + L-glutamat + L-cisteïna = ADP + fosfat + γ-L-glutamil-L-cisteïna
Es tracta de la primera reacció en la síntesi de glutatió i correspon a la reacció limitant. La segona part correspon a l'addició d'una glicina al dipèptid gamma-glutamilcisteïna amb l'ajut de l'enzim glutatió-sintetasa. L'enzim en qüestió, GCL, és imprescindible per a la síntesi de glutatió; de manera que dèficits o mutacions en aquest provoquen nivells baixos de glutatió i gamma-glutamilcisteïna a nivells cel·lulars, que van associats a anèmia hemolítica lleu.

## Estructura
Aquest enzim està format per dues subunitats proteiques:
- GCLC: subunitat catalítica del glutamatcisteïna-ligasa (73 kDa aprox): inclou totes les propietats catalítiques del procés. El gen que codifica aquesta subunitat proteica està situat al cromosoma 6 i porta la informació necessària per a transcriure els 637 aminoàcids que componen l'enzim. Aquesta subunitat regula la nova síntesi de glutatió en les cèl·lules dels mamífers i, a més, és la principal responsable de la capacitat antioxidant de la cèl·lula.[4]
- GCLM: subunitat modificadora del glutamatcisteïna-ligasa (31 kDa aprox): incrementa l'eficiència catalítica del GCLC, és a dir, augmenta la velocitat de la reacció. Per tant, aquesta subunitat regula les reaccions d'oxidació i reducció en el citoplasma que tenen lloc quan l'enzim està actiu. El gen que codifica aquesta subunitat està situat en el cromosoma 1p22-p21, un de diferent al del gen que codifica el GCLC.[5]

## Regulació
El glutatió (GSH) actua com a inhibidor de la gamma-glutamilcisteïna-sintetasa, de manera que regula la seva pròpia síntesi. Sota condicions fisiològiques de concentració de substrat, la subunitat GCLC tota sola sintetitzaria la gamma-glutamilcisteïna, com s'evidencia en experiments amb ratolins amb manca de la subunitat GCLM. La inhibició de l'activitat del GCLC deguda a la retroalimentació de GSH dona lloc a teixits amb baixa concentració de GSH en els ratolins amb manca de GCLM, comparats amb els que sí que tenen GCLM. Així, es veu que la subunitat GCLM augmenta l'eficàcia de la síntesi de GSH a base d'incrementar la Ki (afinitat) del substrat, actuant com un segon regulador de la síntesi de glutatió.
En general, els humans no tenen manca de cap de les dues subunitats (GCLC i GCLM); tot i així hi ha diverses variabilitats genètiques en la regió del promotor (regions 5' sense traduir) d'ambdues subunitats, com la TNRs (repetició del fragment GAG) o la SNPs (polimorfisme d'un sol nucleòtid). Aquesta variabilitat afecta en l'expressió de GCLC i GCLM.

## Origen
S'ha observat que, en la seqüència d'aquest complex enzimàtic, s'hi poden diferenciar tres grups que podem classificar segons el seu origen:
- Seqüències de gamma proteobacteris. Un clar exemple molt estudiat ha sigut l'enzim d'Escherichia coli, que ha sigut cristal·litzat i pesat (58.205 Da).[7] També se sap que els estreptococs produeixen una proteïna que conté els enzims glutamatcisteïna-ligasa i glutatió-sintetasa units; així poden realitzar els dos passos necessaris per sintetitzar glutatió amb una sola proteïna.[8]
- Seqüències d'eucariotes no vegetals. És aquí on es distingeixen les dues subunitats proteiques: GCLC (pesada) i GCLM (lleugera). Se sap que, per exemple, que les cadenes dels enzims de rata tenen similituds amb les d'Escherichia coli en la cadena lleugera, però que es diferencien, sobretot, en la cadena pesada.[9]
- Seqüències d'alfa proteobacteris i vegetals, que són diferenciades de les d'eucariotes no vegetals, però tenen certa similitud amb les dels proteobacteris (amb Escherichia Coli s'arriba a un 15% i amb Agrebacterium tumefaciens, fins a un 70% de similitud entre seqüències comparat amb Brassica juncea, un organisme vegetal).[10]

El gen que codifica la gamma-glutamilcisteïna-ligasa rep el nom de gshA en els procariotes, i els estudis indiquen que probablement es va formar en cianobacteris i, posteriorment, va ser transferit a altres tipus de bacteris.
En organismes eucariotes, el gen rep el nom de gsh1. Malauradament per la informació que es té no podem saber del cert si el gen gsh1 dels eucariotes va ser adquirit gràcies a la fagocitosi del mitocondri que posseïa el gen gshA (com s'explicaria en la teoria de l'endosimbiosi), ja que les seqüències presenten diverses diferències. Això suposa que no es pot afirmar ni negar que estiguin relacionats directament.

## Malalties associades
Les deficiències en els enzims que intervenen en la biosíntesi del glutatió s'associen a diverses patologies. Aquestes poden ser originades per la manca o mutació tant de GCL com de glutatió-sintetasa (GS). La deficiència de les dues enzimes no és gaire freqüent, però en ambdós casos els nivells de glutatió (GHS) reduït es trobaran reduïts de manera que es produeix un quadre d'anèmia hemolítica d'intensitat variable. Sumat a aquesta hemòlisis crònica, els malalts són susceptibles a presentar episodis aguts d'hemòlisis per estrès oxidatiu amb la formació de cossos de Heinz. Les enzimopatíes associades a ambdós enzims presenten un patró d'herència autosòmic recessiu. En el cas de deficiència de GCL l'anèmia hemolítica pot ser des de lleugera fins a moderada.
A més a més del dèficit de l'enzim, se'n pot trobar que aquest presenta mutacions en alguna de les seves subunitats.
- Subunitat GCLC. Les mutacions en la subunitat catalítica són les causants d'un decreixement en l'activitat enzimàtica de l'enzim i en conseqüència de nivells baixos de glutatió. Aquests nivells baixos en eritròcits es manifesten amb l'anèmia hemolítica.[14]
- Subunitat GCLM. S'associa a un polimorfisme en el gen, concretament en la regió 5' acompanyant de la GLCM, pacients amb infart de miocardi.[15] Sabent que l'enzim compleix amb la funció detoxificadora de la cèl·lula, s'ha demostrat la relació entre la major expressió del gen de GCLM en cèl·lules originàries del càncer de pulmó i la millora de la resistència al cisplatin.[16]